# Csegrane
Csegrane (macedónul: Чегране, albánul Çegrani) település Észak-Macedóniában, a Pologi körzet Gosztivari járásában.

## Népesség
| Lakosok száma | 2474 | 2825 | 3216 | 4317 | 5639 | 64   | 6743 | 6748 | 4022 |
|               | 1948 | 1953 | 1961 | 1971 | 1981 | 1991 | 1994 | 2002 | 2021 |

2002-ben 6748 lakosa volt, akik közül 6672 albán, 2 macedób, 1 bosnyák és 73 egyéb.